# Neoimpressionismus
Neoimpressionismus bezeichnet eine Stilrichtung in der Malerei. Der Begriff wurde von dem Kritiker Félix Fénéon im Juni 1886 in einem Beitrag, in Form einer Rezension, für die belgische Zeitschrift L’art Moderne geprägt. Ausgeführt hatte Fénéon den Bericht in seinem eigenen Buch Les Impressionistes, ebenfalls 1886. Er wollte damit die Malweise Georges Seurats und dessen späterer Anhänger von jener der Impressionisten unterscheiden und formte erstmals die Bezeichnung néo-impressionisme.
Die Stilrichtung sollte später auch unter der von Paul Signac geprägten Bezeichnung Pointillismus (Punktierstil) bekannt werden. Seurat dagegen bevorzugte die Bezeichnungsweise Divisionismus (Teilungsmalerei). Diese Stilrichtung gilt als Ausdrucksform des Post-Impressionismus, wie beispielsweise Cloisonismus oder Synthetismus. Heutzutage wird der Begriff Neoimpressionismus sowohl synonym für Pointillismus als auch in unscharfer Abgrenzung überlappend mit den Begriffen Spät-, Nach- bzw. Post-Impressionismus gebraucht.

## Differenzierung Neoimpressionismus – Impressionismus
Neoimpressionisten wollen die Essenz einer Landschaft oder Persönlichkeit festhalten, weshalb diese das Prinzip der vergänglichen Wirklichkeit des Impressionismus ablehnten.
Impressionistische Maler kennzeichneten sich dadurch aus, die Natur mit Effekten der Farbe und des Lichtes zu dokumentieren. Der grundlegende Unterschied zu Neoimpressionisten hierbei ist, dass diese sich wissenschaftliche Prinzipien von Optik und Farbe zunutze machten. Resultat waren streng formale Kompositionen.

## Charakteristik
Die streng formalen Kompositionen waren Ergebnis einer speziellen Technik, welche im Nachhinein den Namen Divisionismus bzw. Pointillismus erhielt. Die Farben wurden nicht wie üblich auf einer Palette gemischt, sondern einzeln auf der Malfläche aufgetragen, um durch die Anordnung und Gruppierung der Farbpunkte einen Farbton zu erhalten und eine Komposition zu schaffen. Letztendlich setzt das Auge und die Wahrnehmung des Betrachters das Bild zusammen, nicht die Farbpalette des Künstlers.
Diese präzise Handhabung der Farbpunkte ist auf den Begründer Georges Seurat zurückzuführen, welcher durch ein Studium farbtheoretischer Literatur von Charles Blanc, Michel Eugène Chevreul und Ogden Rood auf die Idee des Systems der sogenannten Farblichtmalerei kam. Sein 1883 entstandenes Gemälde Badende in Asnières legte dabei beispielhaft den Grundbaustein dieser Bewegung.
Von den Anfängen der Farbpunkte kam es förmlich zu einer Stilentwicklung: der Pinselstrich und somit dessen Form wurden individueller. Cross und Signac führen diese Entwicklung zwischen den Jahren 1893 bis 1898 voran. Das erweiterte das Spektrum künstlerischer Ausdrucksmöglichkeiten in diesem Stil.

## Zeitliche Eingrenzung
Der zeitliche Rahmen des Neoimpressionismus kann auf die Jahre 1884 bis 1935 eingegrenzt werden. Als Beginn gilt das erste Gemälde Seurats, das Ende ist durch das Ableben eines der bekanntesten Verfechter der Bewegung, Paul Signac, bestimmt. Signac wurde maßgeblich von Seurat beeinflusst, der 1891 im Alter von 31 Jahren an Meningitis und weiteren Erkrankungen starb.

## Maler des Neoimpressionismus
- Georges Seurat
- Paul Signac
- Anna Boch
- Henri Edmond Cross
- Maximilien Luce
- Théo van Rysselberghe
- Lucien Pissarro[2]
- Camille Pissarro[2]
- Henry Van de Velde[2]
- Georges Lemmen[2]
- Jan Toorop[2]
- Albert Dubois-Pillet[2]
- Willy Finch[2]
- Paul Baum[3]
- Carl Schmitz-Pleis[4]